# Bengt Rydin
Bengt Conrad Karl-Axel Rydin, född 30 september 1925 i Jönköpings Kristina församling, Jönköpings län, död 30 juli 2016 i Stockholms Engelbrekts distrikt, Stockholm, var en svensk jurist.

## Biografi
Rydin avlade juris kandidatexamen vid Uppsala universitet 1948 och gjorde därefter tingstjänstgöring 1949–1952. Han utnämndes 1953 till fiskal i Svea hovrätt och blev assessor 1959, hovrättsråd 1970, hovrättslagman i Svea hovrätt 1975 och justitieråd 1979. Åren 1983–1985 var han ledamot i lagrådet; han var dess ordförande 1991–1992.
Rydin var sekreterare och expert i pensionsstiftelseutredningen 1959–1965, hade uppdrag som sakkunnig i Justitiedepartementet 1961–1965, var ledamot lagberedningen 1965–1971 och ordförande i konkurslagskommittén 1971–1979.

### Familj
Bengt Rydin var son till hovrättsrådet Conrad Rydin och Greta Enström.  Han gifte sig 1965 med journalisten Lena Rydhagen (född 1941). Hon var dotter till stadsfogden Nils Rydhagen och Signe Persson.